# Емелина
Еме́лина — река в России, протекает по городу Ревде Свердловской области. Протяжённость реки — 7,5 километра, ширина — от 0,5 до 3 метров.

## География
Начинается на покрытых лесом восточных склонах хребта Шайтанский увал, вблизи железнодорожной ветки Ревда — Дружинино, на высоте 380 метров над уровнем моря. Течёт сначала на восток по сосновым лесам, у подножия горы Емелиной поворачивает на юго-восток и течёт по окраине города Ревды. Впадает в Ревдинское водохранилище возле северной части посёлка Южного на высоте 303,7 метра над уровнем моря. В нижнем течении реки, около Соцгорода, на ней сооружён Кабалинский пруд.
На расстоянии 6 километров от истока реки, на левом берегу, расположен памятник природы областного значения — Кабалинские родники, площадью 1 гектар. В 2013 году в долине реки создана особо охраняемая природная территория «Охраняемый природный ландшафт реки Емелина» площадью 14,8 га.

## Ихтиофауна
Ихтиофауну реки составляют пескари и гольяны. Из млекопитающих отмечено обитание норки, ондатры, водяной крысы.